# Запис Станојевића храст (Плочник)
Запис Станојевића храст (Плочник) се налази на парцели чији је власник Станојевић Живко.

## Локација
| Општина             | Ражањ                                                                       |
| Катастарска општина | Плочник                                                                     |
| Потес               | Горње поље                                                                  |
| Координате          | 43° 43′ 36″ С; 21° 30′ 18″ И / 43.726599999999998° С; 21.504899999999999° И |
| Надморска висина    | 259m                                                                        |

## Карактеристике
Дендрометријске вредности утврђене на терену и сателитским снимцима:
| Стабло                     | Храст |
| Висина стабла              | m     |
| Обим дебла                 | m     |
| Пречник крошње             | 28m   |
| Пречник дебла              | m     |
| Висина дебла до прве гране | m     |

## База записа
Запис је у оквиру Викимедија пројекта "Запис - Свето дрво" заведен под редним бројем 0897.